# 1928년 전국체육대회 야구
1928년 전국체육대회 야구는 일제강점기 조선 경성부에서 개최된 1928년 전국체육대회의 경기 종목이다. '제9회 전조선야구대회'로 개최되었으며 1928년 5월 18일부터 5월 19일까지 경성운동장 야구장에서 개최되었다.

## 대회 진행
제9회 전조선야구대회는 1928년 5월 18일부터 이틀간 일제강점기 조선 경성부에 있는 경성운동장 야구장에서 개최되었다. 2개 선수단만 참가한 소학부 종목에서는 교동공립보통학교가 죽첨공립보통학교를 상대로 14:12로 이시며 우승을 차지했다. 배재고등보통학교, 중앙고등보통학교, 휘문고등보통학교 등 3개 선수단이 참가한 중학부 종목에서는 휘문고등보통학교가 중앙고등보통학교를 결승에서 20:1로 이기며 우승을 차지했다. 2개 선수단만 참가한 청년부 종목에서는 휘문구락부가 연희구락부부를 10:3으로 이기며 우승했다.

## 경기 결과

### 소학부
| 결승 |                  |    |  |  |  |  |
|      |                  |    |  |  |  |  |
|      |                  |    |  |  |  |  |
|      | 교동공립보통학교 | 14 |  |  |  |  |
|      | 죽첨공립보통학교 | 13 |  |  |  |  |

### 중학부
|  | 준결승           | 준결승           |                  |    | 결승 | 결승 |
|  |                  |                  |                  |    |      |      |
|  |                  |                  |                  |    |      |      |
|  |                  |                  |                  |    |      |      |
|  | 휘문고등보통학교 | 13               |                  |    |      |      |
|  | 휘문고등보통학교 | 13               |                  |    |      |      |
|  | 배재고등보통학교 | 2                |                  |    |      |      |
|  | 배재고등보통학교 | 2                | 휘문고등보통학교 | 20 |      |      |
|  |                  |                  | 휘문고등보통학교 | 20 |      |      |
|  |                  | 중앙고등보통학교 | 1                |    |      |      |
|  | 중앙고등보통학교 | 중앙고등보통학교 | 1                |    |      |      |
|  |                  |                  |                  |    |      |      |
|  | 부전승           |                  |                  |    |      |      |
|  |                  |                  |                  |    |      |      |

### 청년부
| 결승 |            |    |  |  |  |  |
|      |            |    |  |  |  |  |
|      |            |    |  |  |  |  |
|      | 휘문구락부 | 10 |  |  |  |  |
|      | 연희구락부 | 3  |  |  |  |  |

## 참고 문헌
- 대한체육회 (1990). 《대한체육회 70년사》.
- 대한체육회 (2011). 《대한체육회 90년사》.
- “제9회 전국체육대회 야구 경기 결과”. 대한체육회.[깨진 링크(과거 내용 찾기)]